# Chrystian Piotr Aigner
Chrystian Piotr Aigner (Puławy, 1756 – Firenze, 9 febbraio 1841) è stato un architetto polacco.

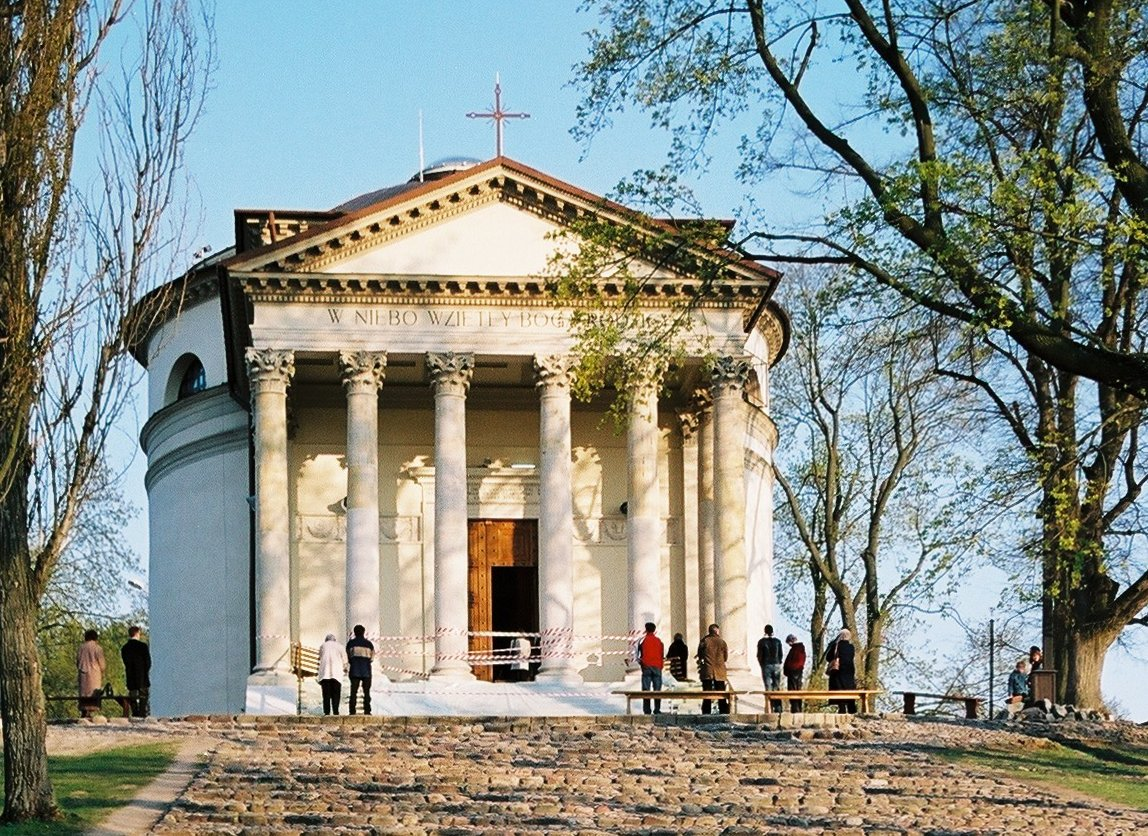
Chiesa di Santa Maria a Puławy

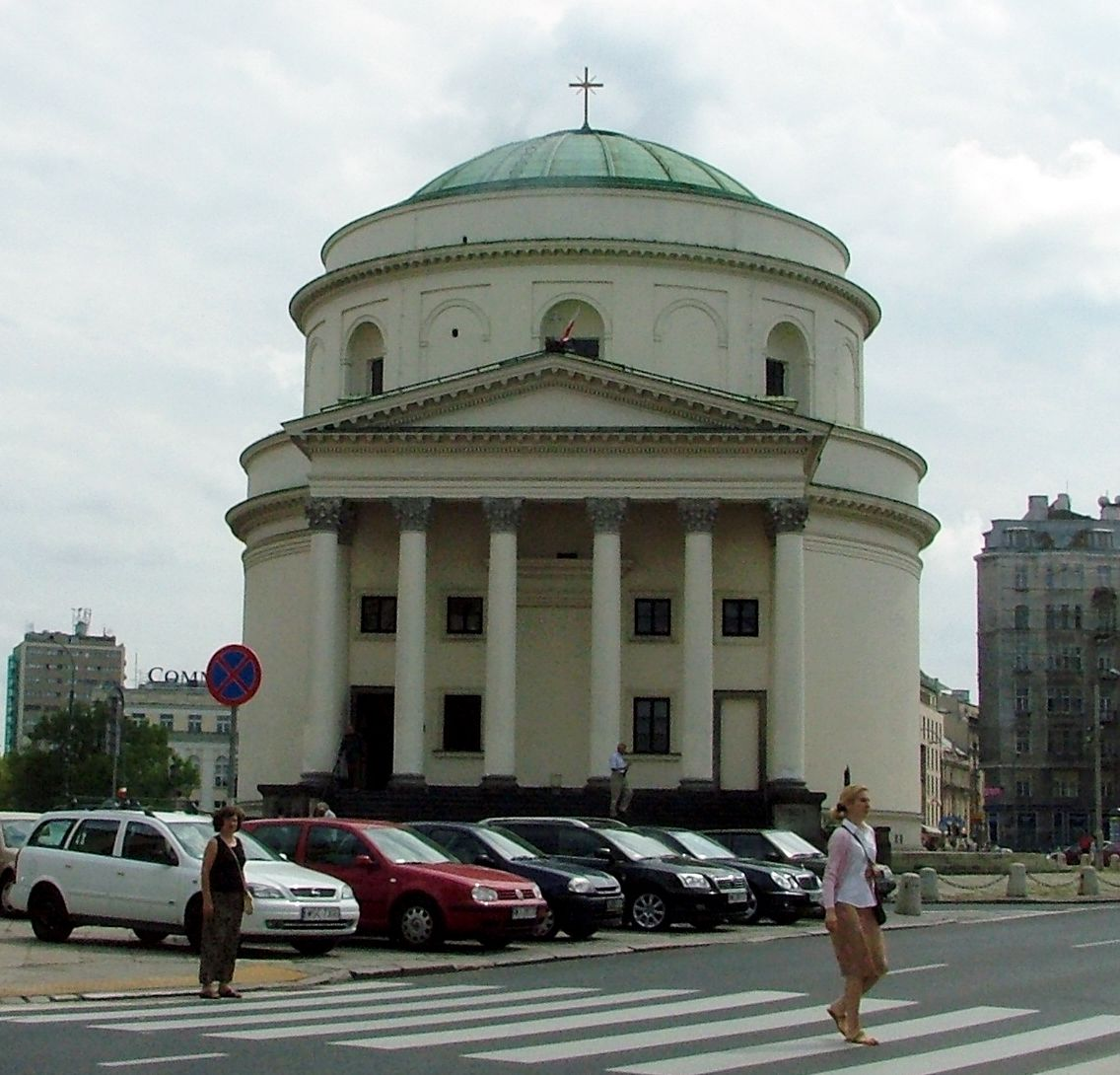
Chiesa di Sant'Alessandro a Varsavia

Studiò a Roma; costruì in severo stile neoclassico la chiesa di Santa Maria a Puławy, la chiesa di Sant'Alessandro e la zecca a Varsavia e un monumento a Napoleone Bonaparte a Kalisz.